# Arapona devisa
Arapona devisa är en insektsart som beskrevs av Delong 1979. Arapona devisa ingår i släktet Arapona och familjen dvärgstritar. Inga underarter finns listade i Catalogue of Life.